# ARIA (manga)
Aria (アリア?) es un manga de ciencia ficción fantástica de Kozue Amano. La serie originalmente se tituló Aqua (アクア?) cuando fue publicada por Enix en la revista Monthly Stencil, siendo retitulada cuando se mudó a la revista Comic Blade de Mag Garden. Aqua se serializó en Stencil de 2001 a 2002 y se recolectó en dos volúmenes de tankōbon. Aria se serializó en Comic Blade desde noviembre de 2002 hasta abril de 2008 y se recopiló en doce volúmenes. Ha sido adaptada como una serie de televisión de anime, con una primera temporada transmitida en 2005, una segunda temporada en 2006, un OVA lanzado en septiembre de 2007 y una tercera temporada en 2008 que terminó casi al mismo tiempo que la serialización de manga. Un nuevo OVA, llamado Aria the Avvenire, fue lanzado en el décimo aniversario de los sets de Blu-Ray Box de la serie de anime entre el 24 de diciembre de 2015 y el 24 de junio de 2016. 

## Argumento
En el año 2301, los humanos lograron colonizar Marte y terraformarlo como un planeta con grandes océanos que cubren el 90% de la superficie, por lo que ha sido rebautizado como Aqua. La ciudad más importante se llama Neo-Venecia, una réplica de Venecia que emula a la ciudad original tanto en la arquitectura como en el ambiente. Es una ciudad portuaria donde hay canales en vez de calles, por lo que la gente se ve obligada a trasladarse en góndolas. 
Al principio de Aqua, una mujer joven llamada Akari llega de Man-Home, nombre con el que se refieren a la Tierra, para convertirse en gondolera de la Compañía Aria, unas de las más prestigiosas empresas de guías acuáticas de la ciudad. La serie abarca desde que Akari llega a Neo-Venecia hasta que consigue graduarse como Undiine profesional relatando su vida cotidiana y como día a día aprende un poco más sobre este nuevo mundo del que se enamoró a primera vista.

## Compañía Aria
Es una empresa pequeña, con sólo dos empleados. Llevan uniformes blancos con detalles azules y su presidente es Aria Pokoteng.

## Personajes principales

### Akari Mizunashi
Seiyū: Erino Hazuki
Es la protagonista principal de la historia. Tiene quince años y su cumpleaños es el 30 de enero. Procede de Man-Home. Llegó a Aqua con el sueño de convertirse en la mejor Undiine que existe. Se graduó en la Compañía Aria y es la única aprendiz de esa compañía, por lo que (como apenas es aprendiz y no puede llevar clientes) se pasa todo el día entrenando tranquilamente con sus amigas Aika y Alice o hace las tareas del hogar. Ella es Single, el grado intermedio de gondolera (solo lleva un guante).

### Alicia Florence
Seiyū: Sayaka Ohara
Ella es la maestra de Akari, y siempre está enseñándole en todo. Cuida también del Presidente Aria cuando está libre, y, cuando no, trabaja de Undiine profesional. Ella es Prima, el grado más alto para una Undiine (ya no lleva guantes que dicen su grado de dominio con la góndola) y tiene el título de «Hada del Agua».

## Contenido de la obra

### Manga
El manga fue escrito e ilustrado por Kozue Amano, y tiene una historia editorial complicada. Aqua fue publicado originalmente por Enix en la revista Monthly Stencil de 2001 a 2002 y se recopiló en dos volúmenes tankōbon. Cuando la serie se trasladó a la revista Comic Blade de Mag Garden en noviembre de 2002, el título cambió a Aria. Más tarde, Mag Garden relanzó los dos volúmenes de Aqua con material adicional y cubiertas nuevas. La serialización se completó en abril de 2008. En total, los 70 capítulos en serie de Aqua y Aria se recolectaron en 14 volúmenes de tanque tankōbon, cada volumen que contiene cinco capítulos que cubren una temporada del año. Cada volumen se llama un "viaje" y cada capítulo una "navegación".
En inglés, Aria (pero no Aqua) fue originalmente licenciada por ADV Manga, quien la abandonó después de publicar tres volúmenes. La licencia norteamericana para Aqua y Aria fue recogida por Tokyopop, que comenzó a lanzar la serie a partir del primer volumen de Aqua. La serie ha sido autorizada en Francia por Kami, en Alemania por Tokyopop Alemania, en Italia por Star Comics, en Indonesia por M&C Comics, en Corea del Sur por Bookbox, en España por Editorial Ivrea, en Taiwán por Tong Li Comics, y en Tailandia por Bongkoch Comics. 

### Anime
Hal Film Maker adaptó a Aqua y Aria como una serie de televisión de anime de 54 episodios que comprende dos temporadas tituladas Aria the Animation y Aria the Natural, un video de animación original (OVA) titulada Aria the OVA: Arietta, y una tercera temporada titulada Aria the Origination. La serie fue dirigida por Junichi Sato con diseños de personajes de Makoto Koga, y transmitida por TV Tokyo Network entre 2005 y 2008. Las tres temporadas se lanzaron en DVD en Japón.  La serie también se emitió en Italia en el Rai 4. Una serie especial de OVA, Aria the Avvenire, recibió una proyección del evento el 26 de septiembre de 2015. 
La serie está autorizada en Norteamérica por The Right Stuf International. El 30 de septiembre de 2008 se lanzó un paquete de DVD de la primera temporada subtitulada en inglés bajo su sello Nozomi Entertainment.  La segunda temporada se lanzó en dos sets el 29 de enero y el 24 de marzo de 2009. El tercer set de box de la temporada, incluido el Arietta OVA y el episodio de bonificación numerado 5.5, se lanzó el 2 de marzo de 2010. El 12 de agosto de 2017, Right Stuf lanzó una campaña de Kickstarter para producir un doblaje en inglés y un lanzamiento en Blu-ray para la primera temporada de la serie, que terminó el 11 de septiembre de 2017 con un total de $ 595,676 recaudados, que es de $ 230,000 durante la final. El objetivo final es doblar la franquicia completa, incluida la serie especial OVA del 10.º aniversario, Avvenire. La serie licenciada en Corea por Animax Asia, en Taiwán por Muse Communications, en Francia por Kaze, y en Italia por Yamato Video.